# Zielonka (Lewałd Wielki)
Zielonka – część wsi Lewałd Wielki w Polsce, położona w województwie warmińsko-mazurskim, w powiecie ostródzkim, w gminie Dąbrówno.
W latach 1975–1998 Zielonka administracyjnie należała do województwa olsztyńskiego.
W 1974 r. do sołectwa Odmy (gmina Dąbrówno) należały miejscowości: wieś Odmy i osada Zielonka.